# Reebok
Reebok é uma empresa americana, originalmente inglesa, de equipamentos esportivos. Ela foi adquirida em 2005 pela Adidas por 3,8 bilhões de dólares, porém sua marca e tecnologia continuaram sendo desenvolvidas sem alterações. Em agosto de 2021, a Adidas realizou um acordo definitivo para vender marca Reebok para a Authentic Brands Group pelo preço de 2,1 bilhões de euros.
Há algum tempo a Reebok vinha utilizando a abreviação "RBK" como novo símbolo da marca, mas desde o final do ano de 2008 a empresa vem abandonando este símbolo e voltou-se a utilizar o nome Reebok por completo, com um novo logotipo.

## História
Em 1895, Joseph William Foster, um velocista inglês, desenvolveu o primeiro par de tênis para o atletismo com travas "spike". Durante os cinco anos seguintes J. Foster fabricou manualmente tênis de atletismo para os melhores atletas da Inglaterra. O modelo Foster de luxo, "spike", foi líder em sua categoria por 50 anos, revolucionando a categoria de calçados esportivos. Quando J. Foster morreu, em 1958, os seus netos assumiram a direção, durante os anos 50, e fundaram uma nova empresa com o nome de uma rápida e ágil gazela africana. Assim nascia a Reebok. Hoje a Reebok International Ltd. está sediada em Canton, Massachusetts e é predominantemente uma desenvolvedora e fabricante de produtos para esportistas e atletas, incluindo calçados e roupas para esportes. O objetivo da empresa é produzir a melhor, mais inovadora e mais excitante marca esportiva e de lazer saudável do mundo.
Em 1979, Paul Fireman adquiriu a distribuição da Reebok para a América do Norte, proporcionando um grande crescimento na marca. A Reebok introduziu no mercado o primeiro tênis para mulheres, o "Freestyle", no ano de 1982. Este tênis para aeróbica iniciou o desenvolvimento do segmento de tênis desportivos para mulheres. Desde então, a Reebok tem revolucionado o mundo do desporto oferecendo produtos de alta tecnologia e design.  
Em 1984, Paul Fireman compra a companhia dos Foster's e, em 1986, a Reebok adquiriu a Rockport, uma das companhias mais importantes em design de tênis casuais de alto conforto. A Reebok firmou aliança com Greg Norman em 1991 e criou uma das linhas mais exclusivas de roupas de golfe e casual para homens.
Em 1987 a Reebok adquiriu a Avia, fabricante de calçados que estava se tornando proeminente no cenário norte americano, em uma negociação que alcançou o calor de 180 milhões de dólares. Posteriormente, na segunda metade da década de 1990, a revendeu para outro grupo.
No ano de 1997, adquire a licença exclusiva para a distribuição de tênis da Ralph Lauren nos Estados Unidos.
As oportunidades para expansão internacional da Reebok eram abundantes no final dos anos 80 enquanto suas oportunidades no mercado doméstico estavam diminuindo. A saturação do mercado doméstico de calçados desportivos, resultado do rápido crescimento e intensa competição, determinou estímulos em direção a um novo movimento de globalização da Reebok. Tal movimento tinha consideráveis implicações para Reebok porque ela também confrontava-se com dois problemas no mercado americano:
1. A dificuldade em ganhar participação no mercado doméstico ocorria quando a Reebok queria mais do que nunca vingar-se de sua queda para o segundo lugar na indústria. A combinação Nike/Reebok na participação de mercado manteve estável nos últimos cinco anos. Entre o momento da Nike e a presença crescente de outro forte competidor, a Reebok esperava pelo menos manter sua participação de mercado no período.
2. A pressão da Reebok em alta tecnologia e consequentemente produtos de altos preços contradizem a frieza do mercado e de seus tradicionais compradores por calçados desportivos caros.

Atualmente a filosofia da Reebok tem sido a de firmar liderança tecnológica para seus produtos e dessa forma obter ganhos de imagem de sucesso para seus produtos a longo prazo. Esta aparente contradição entre os altos custos dos avanços tecnológicos e a compra de modelos durante a recessão podem influenciar nas decisões de mudança nas vendas dirigidas aos mercados internacionais que não tão severamente afetados pela recessão. As oportunidades internacionais para Reebok foram consideradas excelentes veículos que poderiam sustentar esta filosofia no futuro e ajudar a Reebok a recuperar sua liderança no mercado de sapatos desportivos.
A National Football League (NFL) e a Reebok International firmaram um contrato de exclusividade por dez anos para a fabricação e distribuição de uniformes e acessórios de jogo em lojas (2000). Durante a temporada de 2001 alguns times já possuíam um acordo com outras empresas e a partir da temporada de 2002 a Reebok forneceu com exclusividade o uniforme de jogo para os 32 times da NFL e a produção de réplicas e acessórios para venda em loja. O acordo durou até o ano de 2011, sendo substituída pela Nike.
Em 2001, a National Basketball Association (NBA) e a Reebok formaram uma aliança estratégica por dez anos onde a Reebok desenvolveu e produziu com exclusividade os uniformes de jogo e réplicas da NBA, da Women's National Basketball Association (WNBA) e da NBA G League nos Estados Unidos. Foi substituída pela Adidas a partir da temporada de 2006-07.
No Brasil, a marca foi explorada pela Vulcabrás do Nordeste S/A, empresa do Grupo Grendene. A Vulcabrás possuiu a licença de exploração até 2012. Patrocinou o São Paulo Futebol Clube de 2006 a 2010, conquistando o tricampeonato de 2006, 2007 e 2008 do Campeonato Brasileiro de Futebol. E Vasco da Gama entre 2006 e 2008, onde fez em 2007 camisas personalizadas de Romário, que naquele ano fez o histórico gol 1000.
A Reebok, uma das maiores empresas de material esportivo do mundo, será a fornecedora exclusiva de todo o tipo de roupa e aparelhos de treinos para os lutadores e seus córneres do UFC. A Reebok pagará US$ 70 milhões ao UFC por seis anos de contrato. A quantia será repassada integralmente pelo Ultimate aos atletas. Pelo vínculo firmado, todos os lutadores são obrigados a usar materiais esportivos da marca na semana de eventos do UFC, inclusive no momento da luta, e não podem mais estampar patrocínios particulares – o que gerou de vários protestos dos artistas marciais. O novo sistema entrou em prática na edição 189, com duas disputas de cinturão na programação, em Las Vegas.
Patrocina lutadores como: Conor McGregor, José Aldo, Ronda Rousey, entre muitos outros.

## Fornecimento e patrocínio

### Seleções
- Israel
- Panamá

### Clubes
- Botafogo
- Unión Española

### Jogadores e ex-jogadores
- Allen Iverson
- Shaquille O'Neal